# شارلوك نومس
شارلوك نومس (بالإنجليزية: Sherlock Gnomes)‏ هو فيلم ثلاثي الأبعاد محرّك حاسوبيا، وهو فيلم رومانسي وغموض وكوميدي من إخراج جون ستيفنسون سنة 2018، وبطولة جيمس مكافوي وإيميلي بلنت وجوني ديب وشيواتال إيجيوفور وماري جي بلايج. الفيلم هو تكملة لفيلم غنوميو وجولييت الذي أُنتج سنة 2011، حيث يقوم هذه المرة كل من غنوميو وجولييت بمساعدة المحقق شارلوك هولمز للبحث عن سبب اختفاء غنوم الحديقة الآخرين.
صدر الفيلم في الولايات المتحدة في 23 مارس 2018، من قبل شركة باراماونت بيكتشرز، التي حلت محل الموزع السابق للفيلم توتشستون بيكشرز. حقّق الفيلم 90 مليون دولار في جميع أنحاء العالم، مقابل ميزانية قدرها 59 مليون دولار.

## القصة
يقرر أقزام الحديقة؛ نومس (جيمس مكافوي) وجولييت (إيميلي بلنت)، تجنيد مٌحقق خاص يُدعى شيرلوك نومس (جوني ديب) في سبيل التحقيق بمسألة اختفاء الحُليات الخاصة من الحدائق الأخرى.

## البطولة
- جيمس مكافوي بدور نومس
- إيميلي بلنت بدور جولييت
- جوني ديب بدور شارلوك نومس
- شيواتال إيجيوفور بدور غنوم واتسون
- ماري جي بلايج بدور إيرين
- جيمي ديميتيريو بدور موريارتي
- مايكل كين بدور اللورد ريدبريك
- ماغي سميث بدور السيدة ريدبريك
- أشلي جنسن بدور الممرضة نانيت
- مات لوكاس بدور بيني
- ستيفن ميرشانت بدور باريس
- جولي والترز بدور السيدة مونتاغ
- ريتشارد ويلسون بدور السيد كابوليت
- أوزي أوزبورن بدور فاون
- دان ستاركي بدور تيدي غريغسون
- جون ستيفنسون بدور بيغ بوي غوريلا

## الإنتاج

### التطوير
في مارس 2012، أُفيد أن الفيلم كان قيد التطوير في (Rocket Pictures). كان على إميلي كوك وكاثي جرينبيرج وآندي رايلي وكيفن سيسيل كتابة سيناريو الفيلم، وهم أربعة من الكتاب التسعة في الفيلم الأول. أنتج ستيف هاميلتون شو وديفيد فورنيش الفيلم، وكان إلتون جون، المنتج التنفيذي.
في سبتمبر 2012، أُفيد أن جون ستيفنسون، أحد مخرجي كونغفو باندا، كان قد عُين لإخراج الفيلم. لم يتمكن كيلي أسبوري، مخرج الفيلم الأول، من إخراج الجزء الثاني بسبب انشغاله في السنافر: القرية المفقودة لسوني بيكتشرز أنيميشن. ومع ذلك، فقد شارك في التتمة كمستشار إبداعي وأعاد تمثيل دور ريد غون نومس.

### تجارب الأداء
في نوفمبر 2015، أُعلن أن جوني ديب سيُؤدّي صوت شيرلوك نومس، وأن الفيلم سيصدر في 12 يناير 2018. أعاد مكافوي وبلنت تمثيل أدوارهما في دور نومس وجولييت على التوالي.

### التحريك
على عكس الفيلم الأول، الذي جرى تحريكه بواسطة أرك برودكشين، فقد جرى تحريك الفيلم بواسطة (Mikros Image) في لندن وباريس. مثل الفيلم الأول، تم إنشاء الرسوم المتحركة للفيلم باستخدام مايا. 60٪ من طاقم الرسوم المتحركة كانوا في لندن والباقي في باريس. خلال ذروة الإنتاج، كان هناك ما بين 80 و100 رسام متحرك يعملون في المشروع. استوحى مخرج الرسوم المتحركة إريك لايتون الإلهام من لعبة (Puppetoons) لجورج بال من أجل الرسوم المتحركة للأقزام في الفيلم. تم عمل الرسوم المتحركة للشخصيات البشرية عن طريق لاقط الحركة. تم إنتاج رسوم متحركة إضافية بواسطة (Reel FX Creative Studios) في دالاس، وتم إنتاج الرسوم المتحركة النهائية بواسطة (Studio AKA) في لندن.

## الإصدار
كان من المقرر في الأصل عرض الفيلم في الولايات المتحدة في 12 يناير 2018. في مايو 2017، تم تأجيل الفيلم شهرين إلى 23 مارس 2018. في المملكة المتحدة، تم إصداره في 11 مايو 2018.

### التسويق
في 3 نوفمبر 2017، تم إصدار سبع إعلانات تشويقية للفيلم. في اليوم نفسه، تم اختصار العنوان من غنوميو وجولييت 2: شيرلوك نومس إلى شيرلوك نومس. في 5 نوفمبر، تم الكشف عن المقطع الدعائي الأول.[بحاجة لمصدر أفضل]
أصدر الفيلم أيضًا ملصقات تحاكي أفلامًا سابقة من عام [2017، مثل الساعة الأكثر ظلمة والفنان الكارثة وأعظم رجل استعراض وذا بوست وأنا، تونيا وحراس المجرة 2 وكل المال في العالم والمرأة الخارقة وشكل الماء. كانت الملصقات تحمل أسماء مختلفة.

### وسائط منزلية
تم إصدار شارلوك نومس على Digital HD في 5 يونيو 2018، وتم إصداره على بلو راي ودي في دي في 12 يونيو 2018.

## الاستقبال

### شباك التذاكر
حقق شيرلوك نومس 43.2 مليون دولار في الولايات المتحدة وكندا، و47.1 مليون دولار في مناطق أخرى، بإجمالي 90.4 مليون دولار عالميًا، مقابل ميزانية إنتاج 59 مليون دولار.
في الولايات المتحدة وكندا، تم إصدار الفيلم إلى جانب أفلام مثل شمس منتصف الليل وبولص رسول المسيح، وكان من المتوقع أن يصل إجمالي المبيعات إلى 13-18 مليون دولار من 3600 عرض في عطلة نهاية الأسبوع الافتتاحية. حصل على 10.6 مليون دولار.

### الاستقبال النقدي
اعتبارًا من أغسطس 2020، حصل الفيلم بموقع روتن توميتوز على نسبة موافقة بلغت 26 ٪ بناءً على 65 مراجعة بمتوسط تقييم 4.4 على 10. اعتبارًا من أغسطس 2020، على ميتاكريتيك، كان للفيلم متوسط درجات 36 من 100، استنادًا إلى 14 مراجعا. الجماهير التي استطلعت آراءها سينماسكور أعطت الفيلم متوسط درجة (B +) على مقياس (A +) إلى (F).

## الجوائز
| السنة | الجائزة                                  | الفئة                               | الفائز(ون)                                          | النتيجة          | مراجع  |
| ----- | ---------------------------------------- | ----------------------------------- | --------------------------------------------------- | ---------------- | ------ |
| 2018  | الدورة 44 لجوائز خيار الشعب              | فيلم العائلة المفضل                 | شيرلوك نومس                                         | القائمة المُختصرة | [ 19 ] |
| 2018  | جوائز هوليوود الموسيقية في وسائل الإعلام | أفضل أغنية أصلية - فيلم رسوم متحركة | "Stronger Than I Ever Was" – إلتون جون وبيرني توبين | فوز              | [ 20 ] |
| 2019  | الدورة 39 لجائزة التوتة الذهبية          | أسوء ممثل                           | جوني ديب                                            | رُشِّح              | [ 21 ] |
| 2019  | الدورة 39 لجائزة التوتة الذهبية          | Worst Screen Combo                  | جوني ديب                                            | رُشِّح              | [ 21 ] |
| 2019  | الدورة 39 لجائزة التوتة الذهبية          | Worst Screen Combo                  | His fast-fading film career                         | رُشِّح              | [ 21 ] |

## وصلات خارجية
- شارلوك نومس على موقع IMDb (الإنجليزية)
- شارلوك نومس على موقع ميتاكريتيك (الإنجليزية)
- شارلوك نومس على موقع روتن توميتوز (الإنجليزية)
- شارلوك نومس على موقع ألو سيني (الفرنسية)
- شارلوك نومس على موقع Turner Classic Movies (الإنجليزية)
- شارلوك نومس على موقع بوكس أوفيس موجو (الإنجليزية)
- شارلوك نومس على موقع فيلمافينيتي (الإسبانية)
- شارلوك نومس على موقع قاعدة بيانات الفيلم (الإنجليزية)
- شارلوك نومس على موقع ليتربوكسد (الإنجليزية)
- شارلوك نومس على موقع كينوبويسك (الروسية)
- شارلوك غنومس على قاعدة بيانات الأفلام على الإنترنت